# Municipio de Birch Run
El municipio de Birch Run (en inglés: Birch Run Township) es un municipio ubicado en el condado de Saginaw en el estado estadounidense de Míchigan. En el año 2010 tenía una población de 6033 habitantes y una densidad poblacional de 65,5 personas por km².

## Geografía
El municipio de Birch Run se encuentra ubicado en las coordenadas 43°15′50″N 83°45′36″O / 43.26389, -83.76000. Según la Oficina del Censo de los Estados Unidos, el municipio tiene una superficie total de 92.11 km², de la cual 91.96 km² corresponden a tierra firme y (0.16%) 0.15 km² es agua.

## Demografía
Según el censo de 2010, había 6033 personas residiendo en el municipio de Birch Run. La densidad de población era de 65,5 hab./km². De los 6033 habitantes, el municipio de Birch Run estaba compuesto por el 96.52% blancos, el 0.56% eran afroamericanos, el 0.66% eran amerindios, el 0.15% eran asiáticos, el 0.56% eran de otras razas y el 1.54% pertenecían a dos o más razas. Del total de la población el 3.17% eran hispanos o latinos de cualquier raza.